# Bourgtheroulde-Infreville
Bourgtheroulde-Infreville là một xã thuộc tỉnh Eure trong vùng Normandie miền bắc nước Pháp.

## Huy hiệu
| Arms of Bourgtheroulde-Infreville | The arms of Bourgtheroulde-Infreville are blazoned: Azure, a chevron argent between 3 leopards faces Or. |